# Stockbridge (Volk)

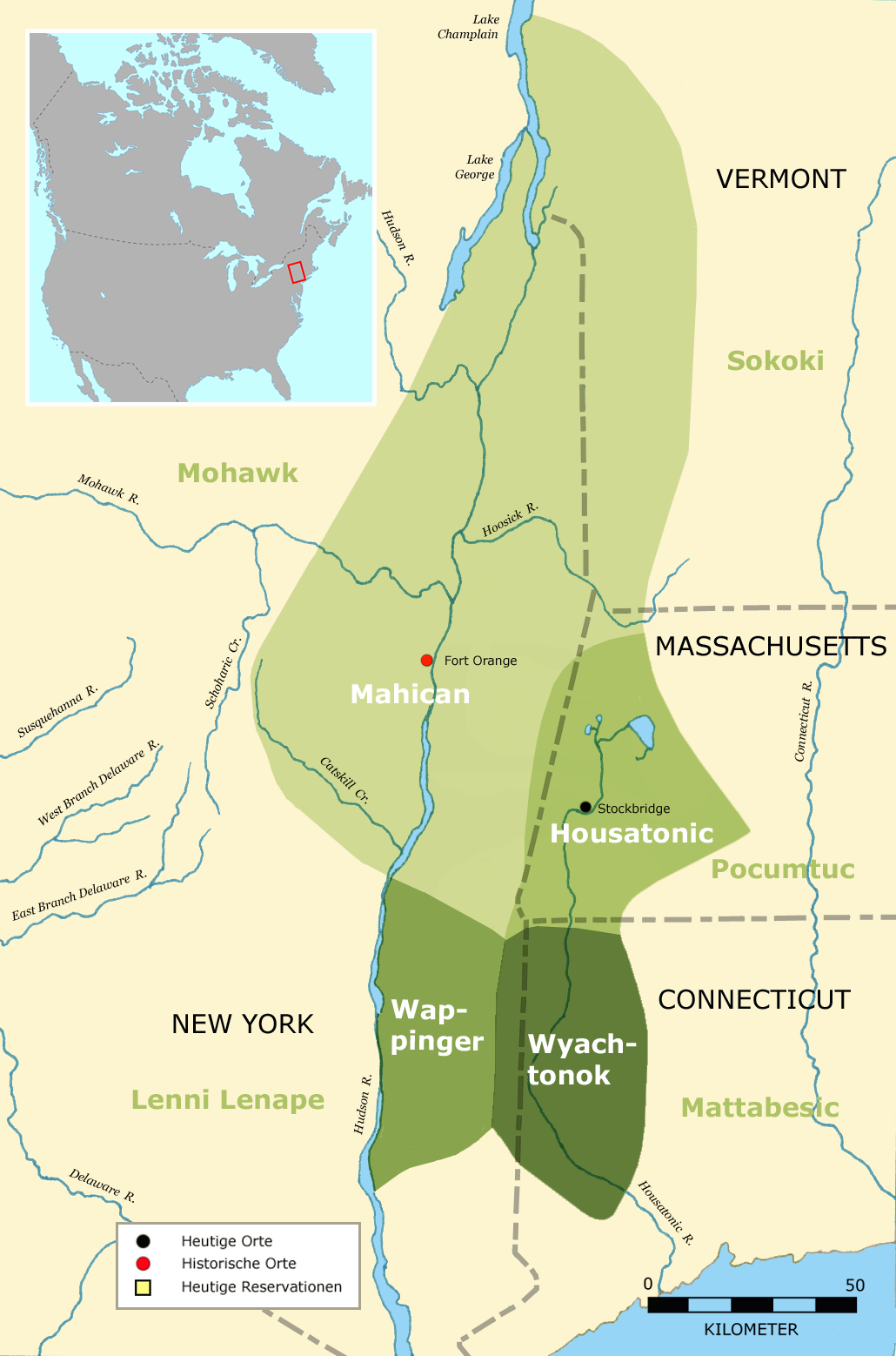
Ortslage von Stockbridge in Massachusetts und traditionelle Wohngebiete der Indianer um 1600

Stockbridge Indianer heißen die Mitglieder einer indianischen Gruppe, die im 18. Jahrhundert in der heutigen Stadt Stockbridge in Massachusetts lebte. Sie bestand überwiegend aus Angehörigen der Mahican sowie den Resten benachbarter Stämme.

## Geschichte
Die Housatonic, eine Gruppe der Mahican, lebten im westlichen Massachusetts und nordwestlichen Connecticut, und war nach dem King Philip’s War durch Flüchtlinge aus dem Osten und vom Hudson River Valley im Westen stark angewachsen, darunter Mahican, Wappinger, Wyachtonok und ein paar Angehörige anderer Connecticut-Stämme. Um 1720 hatte der Stamm das meiste seines Landes an die Kolonie Massachusetts zur Nutzung durch die weißen Siedler verkauft und behielt zwei Gebiete für sich selbst, das eine hieß Skatekook in Sheffield am Housatonic River, das andere Wnahktukook, rund 14 Kilometer weiter stromaufwärts. Im Jahr 1734 begann der Missionar John Sergeant mit Erlaubnis des Stammes dort zu arbeiten. Weil sie die beiden Ländereien gern vereinigen wollten, tauschten die Housatonic das Land in Skatekook gegen Flächen in der Nähe von Wnahktukook, ein Gebiet, das man danach Stockbridge nannte. Die Gründung erfolgte durch den Staat und die Kirche und es begann in der Stadt ein Experiment, das Weißen und Indianern das Zusammenleben ermöglichen sollte. Die Ländereien waren bis zum Jahr 1740 Gemeinschaftsbesitz, danach wurden sie jedoch aufgeteilt. Im Amerikanischen Unabhängigkeitskrieg (1775–1783) wuchsen die Konflikte zwischen den weißen und indianischen Teilnehmern des Versuchs eklatant und die weißen Siedler drängten die Indianer zuerst aus der Stadtregierung, dann ganz aus Stockbridge hinaus. Das Experiment war damit zu Lasten der Indianer gescheitert.
Am Ende der Amerikanischen Revolution waren die Stockbridge-Indianer dezimiert, genötigt ihr Land zu verkaufen und unerwünscht in ihrem Dorf, wo die Weißen das Regiment übernommen hatten. Die entmutigten Überreste der Stockbridge-Indianer, insgesamt 420 Stammesangehörige, nahmen eine Einladung der Oneida an und zogen 1789 nach einem Ort am Oneida Creek im Bundesstaat New York, den sie New Stockbridge (heute Stockbridge in New York) nannten. Diese Gruppe wanderte um 1820 ins Shawano County nach Wisconsin zu den dort lebenden Munsee-Delaware. Heute ist der Stamm unter dem Namen Stockbridge-Munsee Band of Mohican Indians of Wisconsin bekannt, das von ihnen bewohnte Reservat heißt Stockbridge-Munsee Community und zählte 2.012 Stammesangehörige beim Zensus aus dem Jahr 2000.